# 中南鱼藤
中南鱼藤（学名：Derris fordii），为豆科鱼藤属下的一个植物种。